# Jiří Froněk
Jiří Froněk (* 18. prosince 1970, Praha) je český chirurg, přednosta Kliniky transplantační chirurgie IKEM.

## Život
Vystudoval 3. lékařskou fakultu Univerzity Karlovy. Jako lékař začal pracovat v Thomayerově nemocnici. Od roku 1998 do roku 2004 působil na Klinice transplantační chirurgie v IKEM. Poté pracoval téměř sedm let (2004–2011) jako konzultant na oddělení transplantací v Univerzitní nemocnici sv. Jiří (St. George’s Hospital) v Londýně. V dubnu 2011 se stal přednostou Kliniky transplantační chirurgie IKEM.
Vyučuje také na 2. lékařské fakultě na Univerzitě Karlově v Praze. V roce 2013 získal ocenění Manažer roku 2013 ve zdravotnictví.
Za dobu jeho působení byla v IKEM zavedena řada inovací – byl posílen program transplantací ledvin od žijících dárců, probíhají párové výměny ledvin nebo transplantace střev. V listopadu 2012 zde provedli první řetězovou transplantaci ledvin v Česku.
V září 2014 provedl jeho tým světově unikátní auxiliární transplantaci jater. V prosinci 2014 Froněk transplantoval pacientovi pět orgánů najednou.
V roce 2015 získal IKEM povolení ke studii transplantace dělohy. Jednalo se o první studii na světě, která zahrnovala transplantace dělohy od žijících i zemřelých dárců. První transplantace byla provedena 30. dubna 2016. V srpnu 2019 se v Česku narodilo první dítě matce s transplantovanou dělohou od zemřelé dárkyně, která sama nikdy předtím těhotná nebyla.
V září 2018 IKEM ve spolupráci s vídeňskou univerzitní nemocnicí Allgemeines Krankenhaus der Stadt Wien zahájil první mezistátní párovou troj-výměnu ledvin od žijících dárců. Lékaři IKEM tehdy také poprvé využili 3D tisku ledviny dárce. Mohli ji tak s předstihem zaslat rakouských kolegům k detailnímu nastudování před operací.

## Dílo
Jiří Froněk publikoval více než 150 původních prací, je autorem tří knih a 17 knižních kapitol.
V roce 2023 vyšla kniha novinářky Renaty Kalenské Orgány nepatří do nebe: rozhovory s transplantačním chirurgem Jiřím Froňkem a jeho pacienty, N Media, ISBN 978-80-88433-34-7.

### Kontroverze
V době, kdy se účastnil konkurzu na přednostu Kliniky transplantační chirurgie IKEM, byl dvěma kolegy nařčen z toho, že od nich opsal disertační práci. Komise při Univerzitě Palackého v Olomouci však toto tvrzení odmítla.

## Ocenění
- Cena premiéra a ministra zdravotnictví Nepálu za spolupráci při zavedení programu transplantací ledvin (2013)
- Výroční cena České transplantační nadace Karla Pavlíka (2023)